# Manuel Lozano Guillén
Manuel Lozano Guillén (Belver de Cinca (Huesca), 26 de febrero de 1904 - Zaragoza, 24 de abril de 1945) fue un anarquista, sindicalista y militar español.

## Biografía
Nacido en Belver de Cinca en el seno de una familia campesina humilde, emigró joven a Cataluña, trabajando de peón en distintos oficios. Militante de la CNT, se vio perseguido por la policía, exiliándose a Francia bajo la dictadura de Primo de Rivera.
Retorna a su pueblo antes de la proclamación de la Segunda República Española, donde trabaja de jornalero y en el huerto familiar. se relaciona con los confederales de Albalate de Cinca, entre ellos con el maestro libertario Félix Carrasquer, creando a imitación de estos una agrupación cultural. Fue el primer secretario de la CNT belverina, desarrollando una gran labor de propaganda junto con los compañeros Valero y Sierra. Encabezó, en sustitución de Carrasquer, el Comité de la importante Federación Comarcal del Cinca, que contaba en otoño de 1931 con 4.000 afiliados a la CNT. Incluso compraron un coche que asegurara las comunicaciones entre los diversos sindicatos de la comarca.
Tras los movimientos insurreccionales de 1932 y diciembre de 1933 fue perseguido y los sindicatos clausurados. Aplastado el levantamiento fascista en la comarca, se sitúa al frente del Comité Revolucionario y de las colectividades de Belver, siendo delegado por la Comarcal del Cinca al Pleno Regional de Sindicatos aragoneses de agosto de 1936. El 22 de agosto de 1936 es coordinador, junto con el maestro libertario de Fraga José Alberola y Justo Val Franco de Albalate de Cinca, de la Asamblea reunida en esta última localidad con representación de los 21 pueblos de la comarca, donde debatieron sobre el medio o modo de estructurar una nueva economía natural y proletaria.
Se incorpora después como voluntario a la columna Roja y Negra en la 14.ª Centuria Ayerbe-La Peña, en la que luchaban una treintena de cenetistas de Belver, entre ellos sus tres sobrinos Manuel, Antonio y José Lozano Alegre. Combate en el asedio a Huesca: ante los sucesos de mayo en Barcelona, se dirige junto a Máximo Franco hacia allí, siendo detenidos por Gregorio Jover, jefe de la 28.ª División republicana en Binéfar, reconsiderando su postura.
Desde junio de 1937, con la militarización de las columnas milicianas, es comisario de la 127.ª Brigada Mixta de la 28.ª División hasta el final de la guerra, luchando en los frentes de Aragón, Levante y Extremadura. Recibió la condecoración al valor junto a toda la División por su defensa y resistencia en el frente de Teruel (Castelfrío, Cedrillas, Sarrión) en abril y mayo de 1938, que evitó la caída de Valencia. En marzo de 1939 se enfrenta y desarma a la facción comunista del Ejército de la República, la cual se opuso a la sublevación contra el gobierno de Negrín protagonizada en Madrid por la Junta de Defensa de Casado.
Copado luego en la ratonera del puerto de Alicante, es detenido y encerrado en Albatera y Barbastro. Condenado a 20 años de prisión, es conducido a la cárcel de Huesca, en donde recibe apoyo económico y correo de la clandestina Red de Ponzán, que en mayo de 1940 fracasa en su intento de liberarlo, resultando herido Francisco Ponzán, que tiene que esconderse varios meses en el monte hasta su vuelta a Francia. A pesar de ello, en noviembre de 1941 continuaba la relación epistolar entre ambos a través del oscense Joaquín Sin Oto, enlace clandestino.
Es trasladado a Santoña y Madrid, juzgado de nuevo y condenado a pena de muerte. Tras seis años de cárcel y de haber terminado la guerra, fue fusilado el 24 de abril de 1945 en Zaragoza. Los franquistas le ofrecieron un cargo en el Sindicato Vertical a cambio de salvar su vida, pero lo rechazó. Su compañero, el anarcosindicalista Pedro Torralba Coronas, en su libro De Ayerbe a la Roja y Negra. 127.ª BM de la 28.ª División describe a Lozano como un hombre idealista, íntegro, sobrio, puritano, sencillo con todos nosotros, fraternal en el trato y recto en el proceder.